# M62 기관차
M62 기관차는 소련에서 생산된 화물용 디젤 기관차이며, 중앙유럽 여러 나라를 포함하여 쿠바, 조선민주주의인민공화국, 몽골 등에도 수출되었다. 단일 기관차 M62 외에도 영구 2중련 2M62, 영구 3중련 3M62가 있다. 총 7164량의 단일 기관차가 생산되었고, 영구 중련 기관차를 각각 1량으로 계산하면 5231량이 된다.

## 역사
1961년 헝가리가 스웨덴 NOHAB에서 20량의 M61 기관차를 사 왔을 때, 당시 서기장 니키타 흐루쇼프가 유감을 표명했다. 이 일 이후 동유럽 지역 국가는 서유럽 지역에서 기관차를 사 올 수 없게 되었으며, 소련에서는 수출용 기관차 개발을 지시하였다. 궤간은 표준궤 1435mm으로 제작되어야 하며, 최고 출력은 2000kW를 넘어야 했다. M62 기관차의 시제품은 1965년에 생산되었으며, 헝가리에 처음으로 수출되었다. M61 기관차와 사양이 비슷했기 때문에 M62라는 모델명을 붙였고, 소련에서 이 명칭을 받아들였다. 이후 소련 내수용으로 723량이 생산되었다.
TE3 기관차와 TE10 기관차의 설계를 기반으로 하며, 이들 기관차에 비해서 내부 구조가 많이 개선되었다. 표준궤용 기관차 제작 경험이 없었기 때문에 연료통 등 여러 부분이 작아졌고, 자연스럽게 소련용 기관차보다 효율이 떨어졌다. 이후 2M62까지 같은 설계를 사용하였고, 2M62U (러시아어: 2М62У) 에서 연료통이 개선되었다.

## 기술 사양
M62 기관차는 3축 2대차 배치를 사용한다. 기관차 프레임과 대차 프레임은 박스 구조물로 이뤄져 있다. 디젤 엔진과 주 변압기는 철제 프레임에 고정되어 있고, 이 프레임은 기관차 프레임에 고정되어 있다. 전동기는 대차 프레임에 고정되어 있다. 전기-공기식 총괄제어 장치가 장착되어 있어서 최대 2중련(일부 3중련)까지 가능하다. 단일 차량으로 화물 1,000t를 견인할 수 있으며, 최대 중량 연결시 평탄선에서 시속 80km까지 낼 수 있다. 2중련 시 3,600t까지 견인할 수 있으며, 이 경우 최고 속도는 시속 60km으로 떨어진다.
M62에 장착된 V 디젤 엔진은 이전 제작 경험 없이 급하게 제작했기 때문에 품질이 좋지 못했다. 1950년대 소련 내수용 디젤 기관차는 모두 광궤를 사용하였고, 터널 높이가 더 높았다. 2차 세계 대전 당시 독일 해안 경비용 잠수함에 사용했던 엔진을 변형한 피스톤 엔진이 무리없이 들어갔다. 수출용 기관차는 일부 표준궤도 사용하며, 터널 높이가 더 낮기 때문에 이 엔진을 사용할 수 없었다.
대부분 소련 위성 국가에서는 화물 여객 둘 다에 투입하고 싶어했지만, M62는 화물 전용 기관차이기 때문에 여객용 난방 장치가 없었다. 당시 소련 여객 열차는 객차별로 난방용 드럼통 난로가 설치되어 있었다. 이 때문에 헝가리에서는 1960-70년대에 M62 견인 여객 열차에 기름 보일러 난방차를 투입하였고, 1980년대에는 전열기 난방차를 투입하였다. M61 기관차는 엔진 폐열과 내부 냉각수로 큰 연료 소모 없이 시간당 750kg의 난방용 증기를 생산할 수 있었기 때문에 낭비가 컸다.

## 운영 국가

### 소련
1970년부터 1976년까지 구 소련 철도에는 M62 단일 기관차 723량, 1989년부터 1990년까지 3M62U (러시아어: 3М62У) 13량이 납입되었다. 산업용 기관차 M62UP (러시아어: М62УП)는 39량 생산되었으며, M62에 비해서 연료 용량이 커졌다.

### 조선민주주의인민공화국
조선민주주의인민공화국 철도성에서는 제작 및 유지비가 싸기 때문에 M62 기관차를 1967년부터 1995년까지 소련에서 49량 수입해 왔다. 1996년부터 1998년까지는 독일에서 31량, 2000년에는 슬로바키아에서 6량, 폴란드에서 13량을 수입하였다. 수입한 중고 기관차는 원 국가 운행 당시 도색을 거의 바꾸지 않고 쓰고 있다. 북조선에서는 이 차량을 내연 기관차라고 부르며, 600부터 800호대 사이 번호가 할당되어 있다. 한글을 모르는 사람들이 이 차량의 명판을 보았을 때, 내연과 LH01이 비슷하게 생겼기 때문에 LH01로 잘못 알려져 있기도 하다. 최소한 11량의 내연 기관차가 전기 기관차로 개조되었으며, 전기 기관차로 개조된 열차는 1.5-xx호대 번호가 할당되어 있다.
2007년 남북 열차 시험운행 당시 동해북부선을 통해 남쪽으로 내려온 내연 602호 기관차에는 1968년 8월 9일 김일성이 탑승한 기관차라는 특별 명패가 걸려 있었다.

### 폴란드

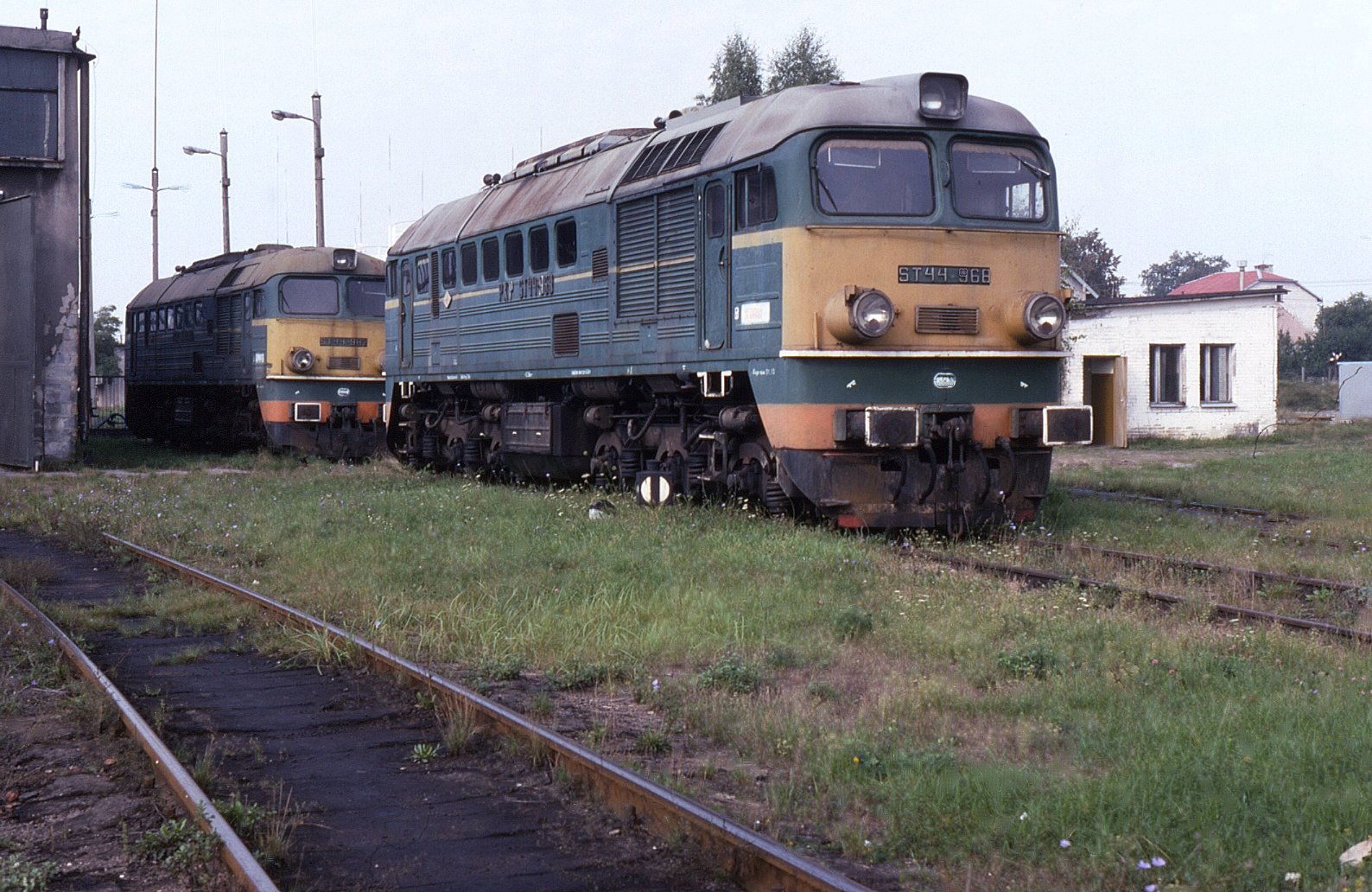
폴란드에 있는 ST44 기관차. 전조등이 커졌다.

1960년대 초반 폴란드에서는 대형 디젤 기관차가 필요했다. 당시 폴란드 국내에서는 기관차를 생산할 수 없었으므로, 원래는 루마니아에서 ST43 기관차를 수입하려고 하였다. 정치적인 이유로 소련에서는 루마니아산 기관차 대신 소련산 기관차를 구매하라고 압력을 넣었으며, 이미 헝가리에 수출된 적이 있는 M62 기관차를 대량으로 수입하기로 결정하였다. 당시 소련 위성 국가끼리 상품을 수출하는 행위는 권장되지 않았기 때문이다. 폴란드에서는 이 기관차에 ST44라는 이름을 부여하였다. 1차 수선 시 모든 기관차의 전조등을 폴란드에서 사용하는 대형 전조등으로 교체하였다.
폴란드용으로 보로실로프그라드 기관차 공장에서 생산된 기관차는 1966년 최초 편성이 납입되었고, 1980년대까지 1113량이 납입되었다. ST44-1500호 기관차(제작사 호칭 M63)는 고속 주행이 가능한 대차와 전동기로 교체하였다. 2001호부터 2068호까지 기관차는 광궤선 리니아 후트니차 셰로코토로와(LHS)를 위하여 도입하였다. 나머지 모든 기관차와는 달리 광궤용이며, 자동 연결기가 설치되어 있다. 광궤용 ST44 기관차는 지금도 사용되고 있다. 2005년에는 2량의 기관차가 재생되어, 엔진과 주 변압기를 교체하여 광궤 노선에 투입하였다.
현재 시각으로 보았을 때 M62 기관차를 수입한 이유는 모호하다. 구조가 간단하고 디젤 전기식 동력 장치는 안정성이 좋은 편이다. 하지만 당시 폴란드에서 사용하였던 가장 출력이 높은 증기 기관차보다 출력이 한참 높았으며, 객차 전열기가 장착되지 않아서 여객 열차를 견인할 수도 없었으며, 높은 중량 때문에 궤도를 마모시켰다. 또한 연료 소모도 상당히 빠르기 때문에, PKP에서는 전철화 이후 M62 기관차 사용을 축소시키고 있다. 일부 노선에는 마모 문제 때문에 ST44 기관차가 진입할 수 없다. 간선에서 퇴역한 ST44 기관차는 사철 및 전용선으로 이동하였다.

### 헝가리
1965년부터 1978년까지 총 294량이 수출되었으며, 헝가리에 수출된 M62 001은 최초 생산분이다. 1970년부터 1978년까지 광궤용 M62.5 15량을 주문하였으며, 표준궤용 M62 중 3량을 추가로 개조하였다. 이는 구 소련 국경 지대에서 사용하기 위한 기관차이며, 2005년 현재 7량이 사용 중이다.
1972년 죠르-쇼프론-에벤푸르티 철도(GySEV)에서 표준궤용 M62.9 6량을 주문하였으며, 1996년 쇼프론에서 폐차되었다.
스웨덴 NOHAB에서 생산된 M61 기관차는 M62 기관차에 비해서 10톤 정도 가볍고 출력은 살짝 낮다. 50-60% 정도 연료를 더 적게 쓰고도 25% 더 무거운 화물을 견인할 수 있었다. M62 기관차는 부다페스트-니레지하저 간을 재급유 없이 왕복할 수 없었기 때문에, M61 기관차를 M62로 교체했을 때 열차 지연 문제가 발생하였다.
1997년부터 소련제 콜로므나 엔진을 개조하기 시작했다. 301, 303, 304호 기관차는 MTU 엔진, 나머지는 캐터필러 엔진으로 개조하였다. 엔진을 개조한 기관차 34량은 M62.3으로 개명되었다. 예산 부족으로 이 이상의 개선은 진행하지 못했다.

### 그 외 국가
- 독일: 동독 지역에 수출된 M62 기관차는 처음에 V200이라는 이름이 부여되었고, 이후 120호대로 번호가 바뀌었다. 1966년부터 1978년까지 396량이 수출되었으며, 통일 이후 220호대로 바뀌었다가 1994년 전량 폐차 및 수출되었다.
- 체코슬로바키아: 1966년부터 1979년까지 총 602량이 수출되었다. 표준궤 차량은 T 679.1이라는 이름이 붙었다가 781로, 광궤 차량은 T 679.5라는 이름이 붙었다가 781.8로 바뀌었다. 2002년까지 체코 및 슬로바키아 지역에서 활동하였다.
- 이란: 1967 년 에 이란 을 위해 두 대 의 기관차 가 제작 되었다. 이 버전은 IR62 (러시아어: ИР62) 로 지정되었습니다, 숫자 001 과 002. 이것은 열대 기후에 대한 M62 의 첫 번째 버전이었습니다. 두 기관차는 이란에서 잠시 사용되었지만 냉각 시스템은 전력이 충분하지 않았습니다. 1998 년과 2001 년 사이에 여러 개의 관절 기관차가 제작되었다 (영구 2중련 2M62U, 러시아어: 2М62У). 의 버전을 준비했습니다 (소련의 자동차 2M62U 와 거의 유사하지만 표준 게이지의 경우). 약 10 대의 기관차가 배달된 것으로 알려져 있습니다.
- 쿠바: 1974년부터 1975년까지 총 20량이 수출되었다. 처음 에는,기관차 는 501 에서 520 까지의 번호 를 가지고 있었다. 나중에,명칭은 61.6 로 변경되었습니다 (또는 61.6XX, 여기서 XX 은 01 에서 20 까지의 숫자입니다). 기관차 번호판에는 점이 없었다 (예를 들어,시리즈의 두 번째 기관차에는 비문 61602 가있었습니다). 1990 년 에,그 나라 에서 제작 된 또 다른 기관차 가 등장 하였다 (61.621). 여러 개의 오래된 61.6 기관차의 요소가 건설에 사용되었습니다.
- 몽골: 1980년부터 1990년까지 단일 기관차 M62UM (러시아어: М62УМ) 13량, 중련 기관차 2M62M 66량이 수출되었다.

## 별명
소련에서 생산되었다는 사실 때문에 여러 별명이 생겼다.
- 폴란드: 가가린 - 소련 출신 우주 비행사의 이름
- 폴란드, 체코슬로바키아, 헝가리: 이반, 세르게이 - 러시아식 이름
- 독일: 타이가트롬멜(Taigatrommel), 스탈린의 마지막 복수 - 기관차의 소음과 진동 때문에 붙은 이름[2]
- 소련: 마시카(Машка) - "M"이라는 이름에서 나온 마리아를 변형한 이름